# Love (filme de 1991)
Love é um filme de drama romântico produzido na Índia em 1991, dirigido por Suresh Krishna e protagonizado por Suresh Krishna e Revathi.